# Педагогічний працівник
Педагогічний працівник — особа, яка має відповідну педагогічну освіту, належний рівень професійної підготовки і здійснює педагогічну діяльність.

## Посади
Згідно з Переліком посад наукових та науково-педагогічних працівників (2000) до педагогічних працівників системи загальної середньої освіти належать:
- директор, завідувач, начальник вищого навчального закладу І і II рівня акредитації, професійно-технічного навчального закладу, загальноосвітнього навчального закладу, спеціального навчального закладу, дошкільного навчального закладу тощо;

- завідувач логопедичним пунктом, інтернатом при школі, заочним відділенням школи, фільмотекою, навчально-консультаційним пунктом тощо;
- вчителі всіх спеціальностей, асистент учителя-реабілітолога, старший викладач вищого навчального закладу І і II рівня акредитації тощо[2][3];
- завідувач територіальних курсів цивільного захисту та безпеки життєдіяльності, його заступник[4].

## Особливості
Відповідно до Закону України «Про освіту» (1996) для педагогічних працівників передбачені грошові надбавки за вислугу років. 
За цим законрм педагоги мали право на: 
- захист професійної честі, гідності;
- вільний вибір форм, методів, засобів навчання, виявлення педагогічної ініціативи;
- індивідуальну педагогічну діяльність;
- участь у громадському самоврядуванні;
- забезпечення житлом у першочерговому порядку, пільгові кредити для індивідуального і кооперативного будівництва;
- придбання для працівників у сільській місцевості основних продуктів харчування за цінами, встановленими для працівників сільського господарства;
- одержання службового житла;
- підвищення кваліфікації, перепідготовку, вільний вибір змісту, програм, форм навчання, закладів освіти, установ та організацій, що здійснюють підвищення кваліфікації і перепідготовку
- щорічну основну відпустку більшої тривалості тощо.

Педпрацівники підлягають атестації. За її результатами визначають рівень кваліфікації працівника, його відповідність займаній посаді, присвоюють категорії, педагогічні звання. Порядок атестації педпрацівників установлює МОН України. Перелік категорій і педагогічних звань, порядок їх присвоєння визначені Положенням про атестацію наукових працівників (1999).
Педагогічні працівники зобов'язані:
- дотримуватися принципів дитиноцентризму та педагогіки партнерства у відносинах з учнями та їхніми батьками;
- забезпечувати єдність навчання, виховання та розвитку учнів;
- використовувати державну мову в освітньому процесі відповідно до вимог закону;
- володіти навичками з надання домедичної допомоги дітям;
- постійно підвищувати свою педагогічну майстерність тощо[5].